# Benet Ferrer Bolunya
Benet Ferrer Bolunya (Sabadell, 25 d'abril de 1945 - 6 d'octubre de 2024) fou un ceramista català, que va practicar també la pintura i l'escultura. Es va formar a l'Escola Industrial d'Arts i Oficis de Sabadell (1962-1966) i a l'Escola Massana (1966) i ben aviat es va interessar per la ceràmica com a mitjà de treball escultòric. Vinculat de molt jove a l'avantguarda, la part més important de la seva obra, consistent en la representació exacta d'objectes quotidians, és d'orientació hiperrealista. Va dur a terme també happenings i diverses accions col·lectives amb participació del públic. El 1969 començà a fer de professor a l'Escola Massana.
El 1976 va presentar a la Galeria G una exposició amb escultures de terracota. A l'Espai 10 de la Fundació Joan Miró el 1980 va introduir una estructura de fang sense coure que sortia de la sala, com si en travessés la paret de vidre, per estendre's cap a l'exterior pel pati de l'olivera. Segons Daniel Giralt-Miracle, aquesta exposició va suposar un moment clau en la trajectòria de l'artista:
| «                       | Benet és en una situació límit de la qual irremissiblement ha de sortir. Indubtablement, el seu talent i el seu ofici li permetran aconseguir-ho. | » |
| — Daniel Giralt-Miracle | |   |

El 1977 feu el mur de ceràmica a l'autopista de l'Ebre, a Fraga.Tenia una llarga experiència en el camp de la ceràmica; va experimentar des dels anys 1970 amb uns metaobjectes, que amb ficció visual i tàctil jugaven amb la realitat, per passar després a treballs vinculats a l'art conceptual i a objectes de marqueteria. El 1985 rep una beca del Departament d'Arts Plàstiques de la Generalitat de Catalunya per a la realització de peces de mobiliari. El 1987 va esdevenir membre de l'Académia Internationale de la Céramique de Ginebra. El 1988 va realitzar l'escultura Campoamor, situada a la rotonda entre el passeig del Comerç i el carrer de Goya de Sabadell des del 1988.
Es conserva obra de Benet Ferrer al Museu d'Història de l'Hospitalet de Llobregat i al Museu d'Art de Sabadell.

## Premis i reconeixements[15]
- 1971 VIII Biennal d'Art a Sabadell. Primer premi.
- 1991 Segon premi en el V Concurso del Ministeri de Indústria de l'Estat Espanyol. Professor d'Opció InterMedia a l'Escola Massana de Barcelona.

## Obra pròpia[16]
1. Vas ample d'argila ferruginosa amb engalbes de colors. 15,5 x 31 cm (diàmetre) 1964. Col·lecció d'autor.
2. Gerro d'argila ferruginosa decorat amb esgrafiats sobre engalbes. 21,5 x 30 cm. (diàmetre). 1967. Col·lecció particular.
3. Caps. Argila ferruginosa decorada amb esgrafiats sobre engalbes de colors. Alçades de 12 a 29 cm. 1917/1972. Col·lecció d'autor.
4. Plafó ceràmic. Rajola ferruginosa i esmalt. 280x360 cm. 1971. Propietat banc Sabadell.
5. Teatre japonès. Argila ferruginosa i esmalt. 13x23x23 cm. 1972. Col·lecció particular.
6. Bidó verd. Argila ferruginosa i engalba. 32,5 x24 cm. (diàmetre) 1974. Col·lecció d'autor.
7. Sabates grises aixafades per les puntes. Argila ferruginosa, engalbes i esmalt. 9 x 10 x 28 cm. 1974. Col·lecció d'autor.
8. Desembussadors negres i blaus. Argila ferruginosa i engalbes. 31 x 11 cm. (diàmetre). 1974. Col·lecció d'autor.
9. Plafó ceràmic. Rajoles d'argila ferruginosa esmaltades. 190 x 160 cm. 1975. Col·lecció particular.
10. Marqueteria. Auró, noguera, manzonia, wengué, palissandre del Brasil, arrel de Verona i caoba. 59 x 113 cm. 1985. Col·lecció d'autor.
11. <<Construcció dotze>>. Argila ferruginosa, esmalts i mercuri. 34 x 50 x 91 cm. 1988. Col·lecció d'autor.
12. <<Construcció quatre>>. Argila ferruginosa i esmalts. 52 x 40 x 31 cm. 1988. Col·lecció d'autor.
13. <<Campoamor>>. Ferro pintat. 1.500 x 650 x 425. 1988. Propietat de l'Ajuntament de Sabadell.
14. <<Sense títol>>. Vinílic i pastell sobre tela. 130 x 130. 1988. Col·lecció d'autor.
15. <<Artista furiós sacrificant el galerista>>. Argila ferruginosa decorada amb esgrafiats sobre engalbes de colors. 23 x 19 cm. 1989. Col·lecció particular.
16. <<Dependència de la crema de llet>>. Aquarel·la i vinílic sobre paper. 32 x 45 cm. 1991. Col·lecció particular.